# قلب طبیعی (فیلم)
قلب طبیعی (به انگلیسی: The Normal Heart) یک تله‌فیلم درام ساخته شده در ۲۰۱۴ توسط رایان مورفی و نویسندگی لری کریمر، بر اساس نمایشنامه سال ۱۹۸۵ وی قلب طبیعی است. بایگرانش مت بامر، مارک روفالو، جاناتان گروف، تیلور کیچ، جیمز پارسونز، آلفرد مولینا و جولیا رابرتس هستند و به صورت دی‌وی‌دی و بلوری در ۲۶ اوت ۲۰۱۴ منتشر شد.

## خلاصه داستان
داستان این فیلم در مورد ایدز در آمریکا و بحران آن بین سال‌های ۱۹۸۱ تا ۱۹۸۴ میان همجنس‌گرایان مرد در نیویورک از دید نویسنده و فعال ند ویکز رخ می‌دهد.

## جوایز
| جوایز                                | جوایز                                | جوایز                                            | جوایز                 | جوایز    |       |
| جایزه                                | تاریخ                                | رده                                              | دریافت‌کننده           | نتیجه    |       |
| ------------------------------------ | ------------------------------------ | ------------------------------------------------ | --------------------- | -------- | ----- |
| Critics' Choice Television Award     | June ۱۹، ۲۰۱۴                        | Best Movie                                       |                       | پیروز    |       |
| Critics' Choice Television Award     | June ۱۹، ۲۰۱۴                        | بهترین بازیگر نقش اول مرد در مینی سری یا تله‌فیلم | مارک رافالو           | نامزدشده |       |
| Critics' Choice Television Award     | June ۱۹، ۲۰۱۴                        | بهترین بازیگر مکمل مرد در مینی سری یا تله‌فیلم    | مت بامر               | پیروز    |       |
| Critics' Choice Television Award     | June ۱۹، ۲۰۱۴                        | بهترین بازیگر مکمل مرد در مینی سری یا تله‌فیلم    | Joe Mantello          | نامزدشده |       |
| Critics' Choice Television Award     | June ۱۹، ۲۰۱۴                        | بهترین بازیگر مکمل زن در مینی سری یا تله‌فیلم     | جولیا رابرتس          | نامزدشده |       |
| شصت و ششمین جوایز امی ساعات پربیننده | شصت و ششمین جوایز امی ساعات پربیننده | بهترین تله‌فیلم                                   |                       | پیروز    | پیروز |
| شصت و ششمین جوایز امی ساعات پربیننده | شصت و ششمین جوایز امی ساعات پربیننده | بهترین بازیگر نقش اول مرد در مینی سری یا تله‌فیلم | مارک رافالو           | نامزدشده |       |
| شصت و ششمین جوایز امی ساعات پربیننده | شصت و ششمین جوایز امی ساعات پربیننده | بهترین بازیگر مکمل زن در مینی سری یا تله‌فیلم     | جولیا رابرتس          | نامزدشده |       |
| شصت و ششمین جوایز امی ساعات پربیننده | شصت و ششمین جوایز امی ساعات پربیننده | بهترین بازیگر مکمل مرد در مینی سری یا تله‌فیلم    | جیمز پارسونز          | نامزدشده |       |
| شصت و ششمین جوایز امی ساعات پربیننده | شصت و ششمین جوایز امی ساعات پربیننده | بهترین بازیگر مکمل مرد در مینی سری یا تله‌فیلم    | Joe Mantello          | نامزدشده |       |
| شصت و ششمین جوایز امی ساعات پربیننده | شصت و ششمین جوایز امی ساعات پربیننده | بهترین بازیگر مکمل مرد در مینی سری یا تله‌فیلم    | آلفرد مولینا          | نامزدشده |       |
| شصت و ششمین جوایز امی ساعات پربیننده | شصت و ششمین جوایز امی ساعات پربیننده | بهترین بازیگر مکمل مرد در مینی سری یا تله‌فیلم    | مت بامر               | نامزدشده |       |
| شصت و ششمین جوایز امی ساعات پربیننده | شصت و ششمین جوایز امی ساعات پربیننده | بهترین کارگردانی در تله فیلم یا مینی سری         | رایان مورفی (نویسنده) | نامزدشده |       |
| شصت و ششمین جوایز امی ساعات پربیننده | شصت و ششمین جوایز امی ساعات پربیننده | بهترین نویسندگی در تله فیلم یا مینی سری          | لری کریمر             | نامزدشده |       |